# روي أيرون سايد
روي أيرون سايد (بالإنجليزية: Roy Ironside)‏ هو لاعب كرة قدم بريطاني في مركز حراسة المرمى، ولد في 28 مايو 1935 في شفيلد في المملكة المتحدة. لعب مع نادي بارنسلي ونادي روذرهام يونايتد.